# Monumento nacional Dinosaurio
El monumento nacional Dinosaurio o monumento nacional de los Dinosaurios (del inglés: Dinosaur National Monument) es un monumento nacional de los Estados Unidos localizado al noroeste de Colorado y el noreste de Utah. Fue declarado en 1915 para conservar los ricos yacimientos de fósiles que poseían restos de dinosaurios.
Fue ampliado en 1938 y nuevamente en 1978 hasta alcanzar su extensión actual de 853,26 km². Protege los cañones de los ríos Verde y Yampa, que contienen formaciones geológicas de intenso colorido.

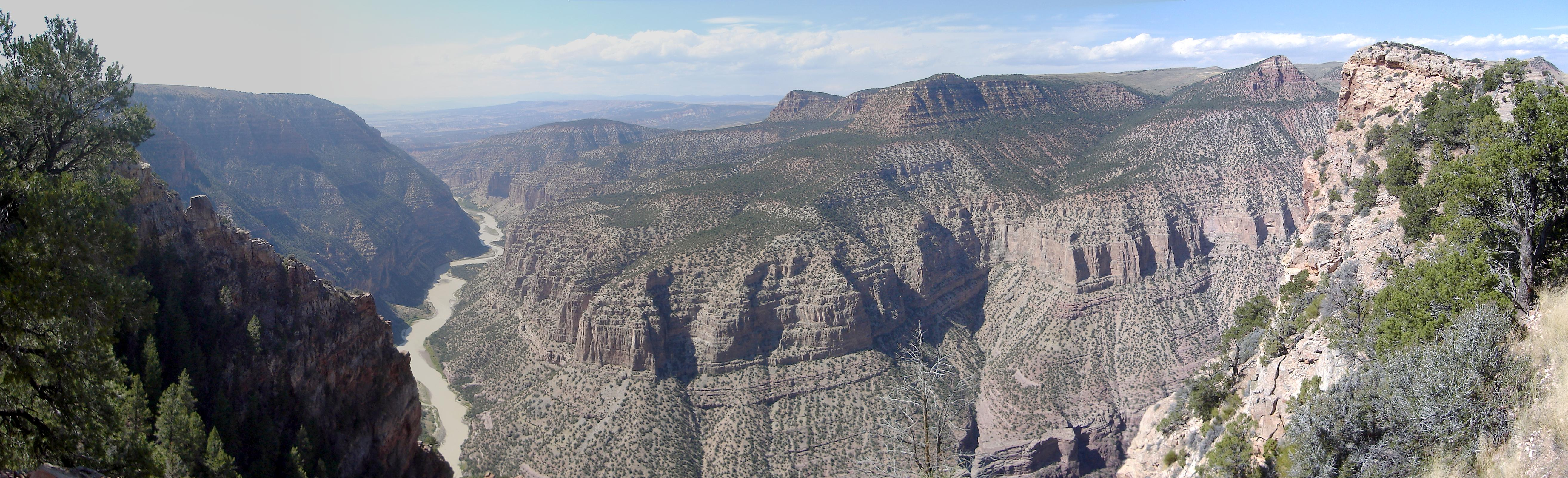
Cañón del río Verde en el Monumento Nacional Dinosaurio